# Club de Futbol La Pobla de Mafumet
El  Club de Futbol La Pobla de Mafumet és un club de futbol català del municipi de La Pobla de Mafumet. Des de 2003 actua com a filial del Gimnàstic de Tarragona.
El club va ser fundat l'any 1953. En 2003 va signar un acord de col·laboració amb el Gimnàstic de Tarragona per esdevenir-ne el club filial, encara que conservant la seva independència institucional. Després d'aquest acord, han arribat els majors èxits en la història del club. La temporada 2006/07 va aconseguir l'ascens a Tercera Divisió, debutant així en categoria nacional. La campanya 2010/11 va aconseguir classificar-se per primera vegada en la seva història per disputar la promoció d'ascens a Segona Divisió B. El 28 de juny de 2015 aconsegueix l'ascens a 2a B per primera vegada en la seva història, però el seu pas va ser efímer, ja que en la següent temporada baixaria de nou a Tercera Divisió.
El club compta amb himne propi des de la temporada 2010/11. El tema, titulat Passió i sentiment, és obra del cantautor Antonio Cruz.

## Entrenadors
- Santi Coch (2005–10)
- Kiko Ramírez (2010–12)
- Iván Moreno (2012–14)
- Martín Posse (2014–17)
- Rodri Saravia (2017)
- Juanma Pavón (2017-18)
- Alberto Gallego (2018-19)
- Albert Company (2019-20)
- Dani Vidal (2020-21)
- Adolfo Baines (2021-act)

## Temporades
Contant la temporada 2023-24, el club ha militat 1 temporada a Segona RFEF/Segona Divisió B, 16 a Tercera RFEF/Tercera Divisió, 6 a Primera Catalana, 5 a Preferent Territorial, i 6 Primera Territorial.
| - 1953-90: Regional - 1990-91: 1a Regional 5è - 1991-92: 1a Territorial 2n - 1992-93: 1a Territorial 1r - 1993-94: Pref. Territorial 5è - 1994-95: Pref. Territorial 14è - 1995-96: 1a Territorial 4t - 1996-97: 1a Territorial 3r - 1997-98: 1a Territorial 1r |  | - 1998-99: Pref. Territorial 2n - 1999-00: 1a Catalana 15è - 2000-01: 1a Catalana 20è - 2001-02: Pref. Territorial 7è - 2002-03: Pref. Territorial 2n - 2003-04: 1a Catalana 9è - 2004-05: 1a Catalana 17è - 2005-06: 1a Catalana 6è - 2006-07: 1a Catalana 5è |  | - 2007-08: 3a Divisió 8è - 2008-09: 3a Divisió 9è - 2009-10: 3a Divisió 13è - 2010-11: 3a Divisió 3r - 2011-12: 3a Divisió 4t - 2012-13: 3a Divisió 8è - 2013-14: 3a Divisió 8è - 2014-15: 3a Divisió 2n - 2015-16: 2a Div B 17è |  | - 2016-17: 3a Divisió 7è - 2017-18: 3a Divisió 6è - 2018-19: 3a Divisió 14è - 2019-20: 3a Divisió 6è - 2020-21: 3a Divisió 13è - 2021-22: 3a RFEF 7è - 2022-23: 3a RFEF 7è - 2023-24: 3a RFEF - |  |  |